# République des Corsaires
1706–1718
Entités précédentes :
- Royaume d'Angleterre

Entités suivantes :
- Royaume de Grande-Bretagne

La République des Corsaires, ou République des Pirates, est le nom du repaire formé, à partir de 1706 et jusqu'en 1718, par d'anciens corsaires, devenus pirates, à Nassau, sur l'île de New Providence, dans les actuels Bahamas (Caraïbes).

## Description
Bien que n'ayant jamais constitué un État organisé au sens propre du terme, cette république fut régie, tout au long de son existence, par son propre code de lois indépendant. Les activités qu'y développèrent les pirates membres provoquèrent de nombreux dégâts sur le commerce et la navigation antillaise, jusqu'à ce qu'un gouverneur britannique fraîchement nommé en 1718, Woodes Rogers, ne restaure l'autorité coloniale en mettant fin à la présence pirate à Nassau. Il utilisa les pardons royaux et les forces militaires pour éradiquer la Piraterie dans les Caraïbes.
La République des Corsaires était peuplée d'anciens corsaires, devenus pirates par désertion notamment, et d'anciens fugitifs qui s'étaient échappés des colonies espagnoles voisines.
Une proclamation publiée le 5 septembre 1717, par George Ier de Grande-Bretagne, promet le pardon royal pour toutes les infractions de piraterie, la condition étant la reddition au plus tard le 5 septembre 1718, étendu plus tard au 1er juillet 1719.
Cela marque la fin de la République des Corsaires.

## Postérité
La République des Corsaires est visible dans le jeu vidéo Assassin's Creed IV: Black Flag.
C'est aussi une bonne partie du thème  de l'action de la série Black Sails, ayant pour toile de fond la République des Pirates et la lutte de ces derniers contre les Anglais.